# Kętrzyno
Kętrzyno is een plaats in het Poolse district Wejherowski, woiwodschap Pommeren. De plaats maakt deel uit van de gemeente Linia en telt 404 inwoners.